# Тополинська сільська рада (Солонешенський район)
То́полинська сільська рада (рос. Тополинский сельский совет) — сільське поселення у складі Солонешенського району Алтайського краю Росії.
Адміністративний центр — село Топольне.

## Населення
Населення — 1003 особи (2019; 1146 в 2010, 1249 у 2002).

## Склад
До складу сільської ради входять:
| Населений пункт   | Населення, осіб (2002) | Населення, осіб (2010) |
| ----------------- | ---------------------- | ---------------------- |
| Єліново, село     | 37                     | 40                     |
| Рибне, село       | 105                    | 58                     |
| Тог-Алтай, селище | 14                     | 10                     |
| Топольне, село    | 1093                   | 1038                   |